# Sabrina Koschella
Sabrina Koschella (geboren am 25. September 1963 in Stuttgart) ist eine ehemalige deutsche Handballtorhüterin.

## Handballkarriere
Die 1,72 Meter große Sabrina Koschella spielte auf Vereinsebene beim VfL Sindelfingen. Sie bestritt einige Länderspiele für die deutsche Nationalmannschaft und nahm mit dieser an den Olympischen Sommerspielen 1984 sowie an der Weltmeisterschaft 1986 teil.

## Beruflicher Werdegang
Von 1987 bis 1990 absolvierte Koschella eine Ausbildung zur Physiotherapeutin. 1998 schloss sie ein Masterstudium in Sportphysiotherapie ab und begann danach eine Ausbildung zur Osteopathin. Seit 1995 ist sie selbstständig und besitzt eine eigene Praxis in Herrenberg. Zwischen 1991 und 2001 war sie als Sportphysiotherapeutin beim Deutschen Handballbund beschäftigt.